# George Nissen
George P. Nissen (Blairstown, 3 februari 1914 - San Diego, 7 april 2010) was een Amerikaans turner en uitvinder van de moderne trampoline. Hij heeft het trampolinespringen tot een wereldwijde sport gemaakt.

## Achtergrond
Geboren in Blairstown, Iowa, werd Nissen een enthousiast turner op de middelbare school en won drie NCAA kampioenschappen turnen, als student aan de Universiteit van Iowa. Nissen ging naar de middelbare school "Washington High School" in Cedar Rapids in Iowa. Nissen was ook een ingewijd lid van het Pi Kappa Alpha corps terwijl hij op school was. Hij had in het circus trapeze artiesten gezien, die hun vangnetten gebruikten als elastisch bed om extra trucjes uit te voeren. Hij dacht dat dit een nuttig trainingstoestel voor zijn "tumbling" zou zijn. In 1934 bouwde Nissen en zijn coach, Larry Griswold, het prototype trampoline uit hoekijzer met een bed van doek en rubber veren. Nissen gebruikte het om te helpen met zijn training en om kinderen te vermaken op een zomerkamp.
Nadat hij in 1937 was afgestudeerd in "Business Studies", ging Nissen en twee vrienden toeren door de Verenigde Staten van Amerika en Mexico en traden op beurzen en kermissen op. Toen hij in Mexico was, hoorde hij het woord trampolín, dat 'springplank' betekent in het Spaans, en besloot om het te gebruiken voor zijn stuiterende apparaat. Hij besloot het woord te "ver-engelsen" en als handelsmerk te gebruiken. Hij bouwde een paar trampolines en bevorderde de verkoop van zijn trampolines door rond te toeren en optredens te geven, wat geleidelijk de omzet verhoogde. In 1941 vestigde hij en Griswold de "Griswold-Nissen Trampoline en Tumbling Company" in Cedar Rapids in Iowa.

## Carrière

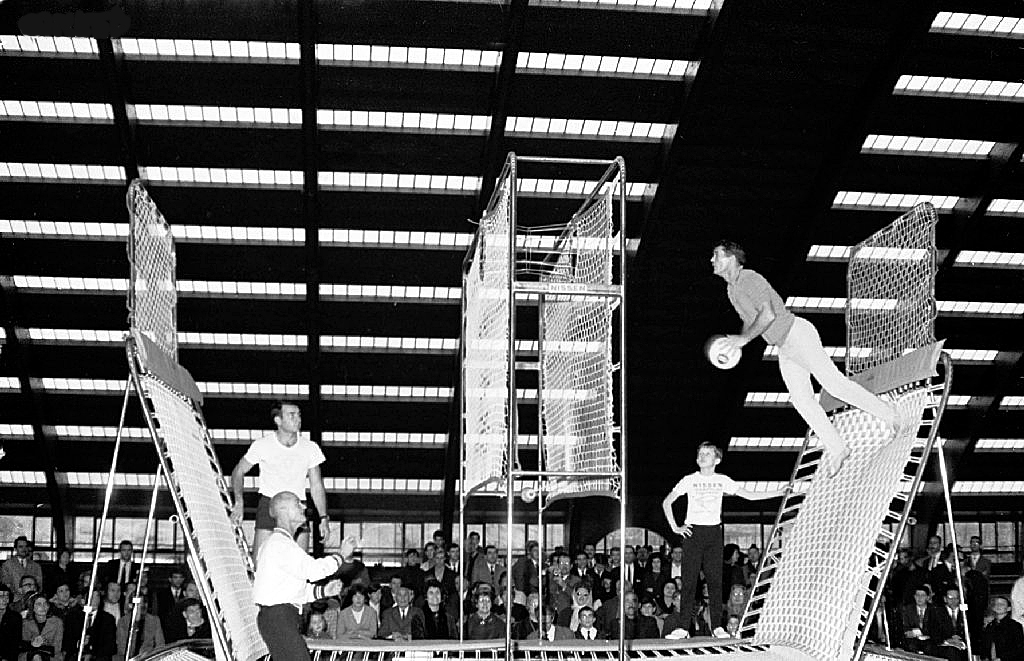
George Nissen en andere spelers demonstreren Spaceball in Parijs in 1965.

Tijdens de Tweede Wereldoorlog werd de trampoline gebruikt om piloten te trainen om zichzelf te oriënteren in de lucht. Na de oorlog bleef Nissen de trampoline 'promoten' en begon een tournee door Europa en later de Sovjet-Unie. Het ging om zowel de sport van "rebound tumbling" en zijn trampoline apparatuur. Nissen vestigde een fabriek voor zijn bedrijf in Engeland in 1956 onder leiding van Ted Blake, een Engels trampolinepionier, eerst in Hainault, daarna Romford en ten slotte Brentwood Essex halverwege de jaren '60 en produceerde er vele jaren trampolines. Brentwood heeft nog steeds een bloeiende trampoline springende gemeenschap, maar niet langer meer een lokale fabriek. In de late jaren '70 begonnen andere fabrikanten om soortgelijke apparatuur te maken. Alhoewel het woord trampoline van oorsprong een handelsmerk was, werd het een generiek woord voor een 'terugspring' apparaat. Nissen staakte het bedrijf in de jaren '80.
Nissen bleef van invloed op het turnen en trampolinespringen. In 1971 richtte hij samen met Larry Griswold de "United States Tumbling and Trampoline Association" (USTA) op. Hij werd geëerd door de sporten van zowel trampolinespringen en turnen. De USTA heeft de Griswold-Nissen Cup voor een uitstekende trampolinespringer. Er is een internationale trampolinespringwedstrijd, gehouden in Zwitserland, genaamd de Nissen Cup. In de Verenigde Staten, wordt de Nissen-Emery Award toegekend aan de beste mannelijke senior turner in de "College" turnen klasse. Hij sponsorde de 1e Wereld Trampoline Kampioenschap in de Albert Hall, maart 1964 in Londen. Deze werd herdacht door een postzegel met Judy Wills, die de eerste vrouwelijke kampioene werd en die titel daarna nog 7 keer verdedigde. 
De sport "Spaceball", die hij uitvond, was zijn 'kindje' en hij sponsorde de Nissen trofee voor het eerste Brits Nationale kampioenschap, gewonnen door Nick Proctor in 1963. Op het kampioenschap won het team van de Verenigde Staten nipt van het Britse team: 7-6, 6-7, 7-6 in een internationale demonstratiewedstrijd. "The history of World Trampolining" door Rob Walker.

## Latere jaren
Nissen bleef betrokken bij een trampoline productiebedrijf, welke trampolines maakte voor oefeningen en voor spaceball, een spel vergelijkbaar met volleybal, maar gespeeld op een trampoline oppervlak.
Nissen wilde altijd dat trampolinespringen zou worden opgenomen in de Olympische Spelen. Dit gebeurde uiteindelijk in de Olympische Zomerspelen van 2000 in Sydney. In 2008 was het mogelijk voor Nissen om naar Peking te reizen, om naar het trampoline evenement op de Olympische Zomerspelen van 2008 te kijken. Hij kreeg de eer om de Olympische trampoline te testen voor aanvang van het evenement.
Hij stierf in San Diego in Californië op 7 april 2010, op 96-jarige leeftijd aan de gevolgen van een longontsteking.